# 火红银耳
火红银耳（学名：Tremella flammea）是属于银耳目银耳科银耳属的一种真菌，群生、聚生于阔叶林中较阴湿环境下的阔叶树朽枝上。该种分布于中国、日本。